# Корона Принца Уэльского

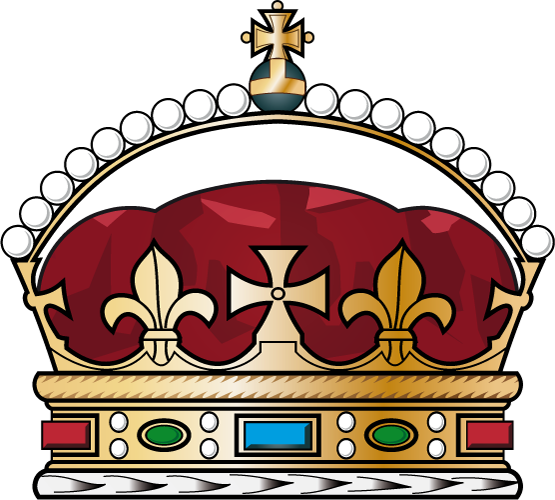
Геральдическое изображение короны принца Уэльского

Корона принца Уэльского — корона наследника трона Великобритании.
Имеет реальное воплощение и используется при инвеституре принца Уэльского.

## Описание
Корона по своему виду похожа на королевскую корону Великобритании: венец, состоящий из чередующихся четырёх крестов и четырёх геральдических лилий, с двумя полудугами, идущими от боковых крестов, венчает которые шар с крестом. В центре — бархатная шапка с горностаевой опушкой.

## Галерея

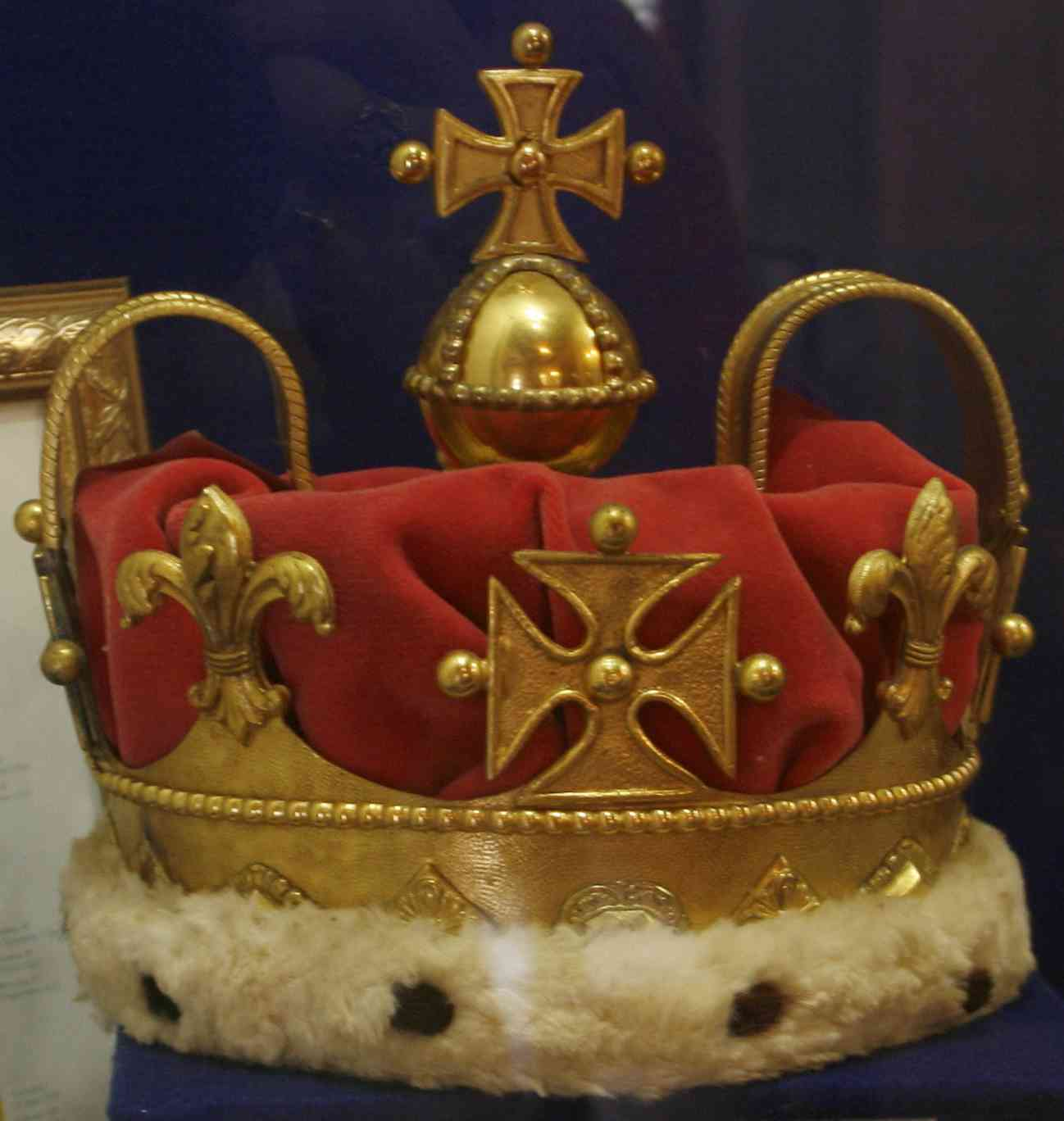
Корона принца Уэльского Фредерика